# Sonja Lerch
Sonja Lerch (de soltera Sonja Rabinowitz, Varsovia, 3 de mayo de 1882 - Múnich, 29 de marzo de 1918) fue una pacifista alemana. Junto con Kurt Eisner organizó la huelga general en las fábricas de municiones en Múnich en enero de 1918, que tenía como objetivo terminar la Primera Guerra Mundial. La huelga fracasó y Sonja Lerch fue detenida. El 29 de marzo de 1918 fue encontrada muerta en una celda de la prisión.

## Biografía
Sonja Lerch nació con el nombre de Sarah Sonja Rabinowitz el 3 de mayo de 1882 en Varsovia, entonces parte del Imperio ruso. Fue a un Gymnasium para niñas en Varsovia. Ya en su infancia conoció a revolucionarios rusos ya que su padre y su hermano tenían contactos con ellos.
Según su propio testimonio, fue detenida en el Imperio ruso, pero en 1907 logró huir y regresó a Alemania. Según otras fuentes trabajó como profesora en Odesa. En 1908 mudó a Fráncfort del Meno, junto con sus padres y su hermana menor Rachel. Ingresó en el Partido Socialdemócrata de Alemania y dio conferencias para la Unión General de Trabajadores Judíos. Luego estudió Economía Política en Gießen, concluyendo su carrera en 1913 con una tesis doctoral sobre el movimiento obrero en Rusia.
El 30 de diciembre de 1912 se había casado con Eugen Heinrich Lerch y en 1913 se mudó con el a Múnich. Allí, en 1917, ingresó en el Partido Socialdemócrata Independiente de Alemania (USPD, por sus siglas en alemán). Entre el 27 y el 31 de enero de 1918 se comprometió, junto con Kurt Eisner, en la huelga general que tenía como objetivo poner fin a la Primera Guerra Mundial. Habló ante los trabajadores y trabajadoras de las fábricas de municiones para convencerles de que abandonaran el trabajo. El 1 de febrero de 1918 fue detenida por presunta alta traición. El 29 de marzo de 1918 fue encontrada muerta en una celda de la prisión que aparentemente no fue la suya.